# تلویزیون من‌وتو
تلویزیون من و تو، شبکهٔ تلویزیونی ماهواره‌ای بین‌المللی رایگان در حوزهٔ سرگرمی به زبان فارسی است، که در اکتبر سال ۲۰۱۰ میلادی توسط کیوان عباسی تأسیس شد. این شبکه در لندن مستقر است و برنامه‌های سرگرمی، علمی، رئالیتی شو و سیاسی پخش می‌کند که شامل بخش‌هایی مانند مستند،فیلم،مجموعه تلویزیونی و اخبار است.
دیدگاه این شبکه همسو با دیدگاه پادشاهی‌خواهان است. این شبکه در ۱۲ آذر ۱۳۹۵ پخش خود بر روی ماهوارهٔ یاه‌ست را برای همیشه متوقف کرد و به ماهوارهٔ یوتل‌ست با کیفیت فول اچ‌دی و با صدای استریو انتقال یافت؛ من‌وتو بر اساس نظرسنجی گمان، در کنار ایران اینترنشنال، محبوب‌ترین شبکه فارسی‌زبان خارج از ایران در بین ایرانیان است.
در ۳۱ ژانویه ۲۰۲۴، من‌وتو پخش ماهوارهای خود را متوقف کرد؛ اما در نیمهٔ دوم آذر ۱۴۰۳، عوامل شبکه در صفحات رسمی من‌وتو در شبکه‌های اجتماعی اعلام کردند که به زودی با استودیویی جدید فعالیت خود را از سر خواهند گرفت. سپس شبکه منوتو که از زمان بسته شدن خود، تنها نشان‌واره شبکه به همراه پس‌زمینهٔ قرمز آن را نشان می‌داد، شروع به پخش مکرر مستندی کرد که نشان از سرگرفتن فعالیت آن در آینده نزدیک داشت و این شبکه پس از وقفه ۹ ماهه در ۳۰ آذر ۱۴۰۳ دوباره پخش برنامه‌های خود را آغاز کرد. لازم است ذکر شود که آنها در طول این ۹ ماه نیز فعالیت‌های گسترده‌ای در شبکه‌های اجتماعی داشتند.

## پیشینه
بنیانگذاران شبکه من‌وتو، شبکهٔ تلویزیونی مرجان با مدیریت کیوان عباسی و مرجان عباسی بودند. کیوان عباسی به دلیل شرایط کاری پدرش دوران کودکی خود را در استرالیا گذراند و پس از مهاجرت به آمریکا و پایان دورهٔ تحصیلات دانشگاهی، تلویزیون من‌وتو را در لندن راه‌اندازی کرد.
جذب سرمایه این شبکه که بسیار موفق و پرمخاطب است، با توجه به عدم دریافت سفارش تبلیغی همیشه موضوع بحث و گمانه‌زنی بوده است.
با سرعت‌گیری جهانی‌سازی، جابجایی جمعیت و تغییرات فناورانی، تلویزیون‌های ایرانیان خارج از کشور وارد فاز جدید از فعالیت‌های اینترنتی و ماهواره‌ای شدند. به عنوان مثال، «ببین تی‌وی» که شاید نخستین آی‌پی تی‌وی (IPTV) ایرانی باشد که فعالیت خود را در سال ۲۰۰۶ آغاز کرد و نسل دوم ایرانی آمریکایی‌ها را هدف قرار داد.
در ژانویه ۲۰۰۹، ببین تی‌وی شبکه تلویزیونی مرجان را در لندن تأسیس کرد تا از طریق تلویزیون ماهواره‌ای به ایرانیان داخل کشور دسترسی داشته باشد. هدف این بود که نشان دهد همگرایی رسانه‌ای صرفاً منحصر به رسانه‌های جریان اصلی نیست.
مرجان از مارس ۲۰۰۹ برای دو شبکه ماهواره‌ای من‌وتو برنامه‌سازی کرد تا تلویزیون آنلاین را تکمیل کند. من‌وتو نسل جوان درون ایران را با برنامه‌های تلویزیونی واقع‌نما چون برنامه آشپزی بفرمایید شام و برنامه استعدادیابی آکادمی موسیقی گوگوش هدف قرار داد. پخش ببین تی‌وی در دسامبر ۲۰۰۹ متوقف شد تا برای شبکه‌های ماهواره‌ای آماده شود.

## برنامه‌ها
این شبکه برنامه‌های گوناگون به زبان فارسی مانند مستندهای علمی، تاریخی، حیات وحش و مجموعه‌های تلویزیونی، برنامه‌های ورزشی، مسائل زنان، اخبار، و تحلیل سیاسی اجتماعی داشت. از برنامه‌های اصلی این شبکه می‌توان به آکادمی موسیقی گوگوش، دکتر کپی، سالی تاک، چرا که نه، من‌وتو پلاس، استیج، تونل زمان، اتاق خبر، سمت نو، شعر یادت نره، روبه‌رو، بفرمایید شام، نکته، زرشک، شب جمعه، جواب(گپ تایم)، ساعت پرسش، سه فاز و نیم، شبکه نیم، و سایه‌های آبی اشاره کرد.
دوشیزهٔ جهان، گلدن گلوب، و جایزهٔ گرمی از دیگر برنامه‌های این شبکه بودند.

## بینندگان در ایران و بازخوردها در ایران
شبکهٔ من‌وتو با استقبال زیادی در ایران روبه‌رو شد و توانست در کمتر از ۵ سال از آغاز فعالیت خود، بینندگان بیشتری نسبت به دیگر شبکه‌های ماهواره‌ای فارسی‌زبان مانند جم تی‌وی، بی‌بی‌سی فارسی، و صدای آمریکا جذب کند. صفحهٔ فیس‌بوک این شبکه تا شهریور ۱۳۹۸ بیش از ۳٫۳ میلیون بار پسندیده شده بود که بیشتر از صفحات مشابه به‌شمار می‌رفت. اگرچه این روش برای سنجش محبوبیت کامل نیست، اما به دلیل نبود سازمان‌های نظرسنجی مستقل در ایران، برخی کارشناسان از این داده‌ها برای ارزیابی میزان محبوبیت استفاده کرده‌اند.
در سال ۱۳۹۵ بر اساس نظرسنجی‌های مرکز پژوهش و افکار صدا و سیما، شبکهٔ من‌وتو پربیننده‌ترین شبکهٔ ماهواره‌ای فارسی‌زبان در ایران در فاصلهٔ سال‌های ۱۳۹۰ تا ۱۳۹۵ بوده است. به صورتی که در نظرسنجی سال ۱۳۹۵ بیش از ۷۰ درصد بینندگان تلویزیون‌های ماهواره‌ای فارسی‌زبان به‌نحوی برنامه‌های این شبکه را تماشا کرده‌اند.
حکومت جمهوری اسلامی معتقد بود این شبکه در چارچوب جنگ روانی موساد علیه افکار عمومی ایران فعالیت می‌کند. پس از موفقیت بفرمایید شام، برنامه‌ای به نام شام ایرانی با تقلید از آن روانهٔ شبکهٔ نمایش خانگی ایران شد.